# Frank Pietrangelo
Frank Pietrangelo (né le 24 janvier 1963 à Niagara Falls en Ontario au Canada) est un joueur professionnel de hockey sur glace. Il évolue en tant que gardien de but en Amérique du Nord puis en Europe en tant que professionnel entre 1985 et 2001. Il remporte la Coupe Stanley avec les Penguins de Pittsburgh de la Ligue nationale de hockey en 1991.

## Biographie

### Carrière junior
Pietrangelo commence sa carrière en jouant pour les Canucks de sa ville natale dans la division B de l'Association de hockey de l'Ontario en 1979-80. La saison suivante, il joue encore dans le championnat B de l'Ontario pour les Chevies de Brampton puis retourne jouer dans sa ville natale. En 1982, au lieu de rejoindre la division A de l'Association de hockey de l'Ontario, comme la majorité des joueurs de la province, il quitte le Canada et rejoint les États-Unis. Il intègre alors l'Université du Minnesota et joue pour les Golden Gophers dans le championnat universitaire. Il est alors, sans le savoir, le seul Canadien dans une équipe qui a l'habitude de n'avoir que des joueurs venant de l'État du Minnesota. À l'issue de la première saison, il est le gardien de but le plus utilisé par l'équipe devant Mike Vacanti et Paul Butters. Il joue vingt-cinq des matchs de son équipe pour quinze victoires, un match nul et six défaites. Il reçoit alors une récompense interne à l'équipe, le trophée Frank Pond, en tant que meilleur rookie de la saison. Il est également désigné dans la quatrième équipe type de la saison de la Western Collegiate Hockey Association, association dont les Golden Gophers font partie.
Au cours de l'été suivant, il participe au repêchage d'entrée dans la Ligue nationale de hockey et il est choisi par les Penguins de Pittsburgh en quatrième ronde, le soixante-troisième joueur repêché. Il est le quatrième joueur choisi par les Penguins après Bob Errey en première ronde. Il ne rejoint pas pour autant les Penguins et retourne à la rentrée finir ses études dans le Minnesota. Il joue ainsi pour l'équipe des Golden Gophers jusqu'à la fin de la saison 1985-86, année où il est une nouvelle fois sélectionné dans la quatrième équipe de la WCHA.

### Carrière professionnelle
Pietrangelo fait ses débuts professionnels pour la saison 1986-1987 avec les Lumberjacks de Muskegon de la Ligue internationale de hockey. Il est alors associé à Jeff Cooper dans les buts de l'équipe. Il est alors recommandé par son beau-frère, Rick Ley, entraîneur de l'équipe. Premiers de la division Est de la ligue, les Lumberjacks sont qualifiés pour les séries éliminatoires. Pietrangelo joue alors quinze des seize rencontres disputées par Muskegon. En 1987-1988, il fait ses débuts dans la LNH et va jouer quelques matchs au cours des saisons qui vont suivre. Tom Barrasso et Wendell Young sont alors les deux gardiens habituels de l'équipe et il n'est appelé qu'en cas de blessure d'un de ces deux gardiens.
Il est un des éléments clés de la conquête de la Coupe Stanley par les Penguins en 1990-1991 et en particulier il va laisser son empreinte dans l'histoire des Penguins dès le premier tour des séries. Sans le défenseur numéro un de l’équipe, Paul Coffey, les Penguins se déplacent à New Jersey pour le sixième match alors que les Devils mènent la série 3 matchs à 2. Les buts des Penguins sont alors défendus par Pietrangelo secondé par Bruce Racine, Barrasso et Young étant tous deux blessés. Sans expérience dans la LNH, Racine est tout de même rassuré par Johnson avant le match qui lui dit que quel que soit le score du match, il n’aura pas à rentrer sur la glace..
Le match va alors être marqué par deux événements dont un dont Pietrangelo est le héros. Au cours de la première période il réussit un arrêt désespéré sur un tir de Peter Šťastný alors que Devils étaient menés 2 à 1 par les Penguins. Pietrangelo est en train de boucher l’angle du but quand intelligemment John MacLean fait une passe à Šťastný démarqué de l’autre côté du but. Ce dernier fait alors un petit tir pour marquer le but alors que d’autres joueurs des Devils célèbrent déjà, les bras en l’air, l’égalisation. Pietrangelo réalise alors un plongeon en travers du but et arrive du bout de la mitaine à arrêter le palet avant qu’il ne franchise la ligne de but. L'arrêt a depuis été surnommé « The Save »,.
Il quitte l'équipe au cours de la saison suivante pour rejoindre les Whalers de Hartford alors que les Penguins vont réaliser le doublé. À titre personnel, Pietrangelo ne parvient toujours pas à s'imposer en tant que gardien numéro un d'une équipe de LNH et en 1996-97, il décide de quitter l'Amérique du Nord pour rejoindre les championnats Européen de plus faible niveau. Il va alors jouer successivement en Italie, en Allemagne puis en Angleterre avant de mettre fin à sa carrière de joueur en 2000. Il annonce officiellement sa retraite le 1er décembre 2000.
Il est aujourd'hui entraîneur d'une équipe de jeunes joueurs de la ville de Pittsburgh et entraîne, entre autres, son propre fils. Il lui arrive encore régulièrement de parler de la conquête de la Coupe Stanley de 1991 et son arrêt face à Šťastný.

## Vie privée

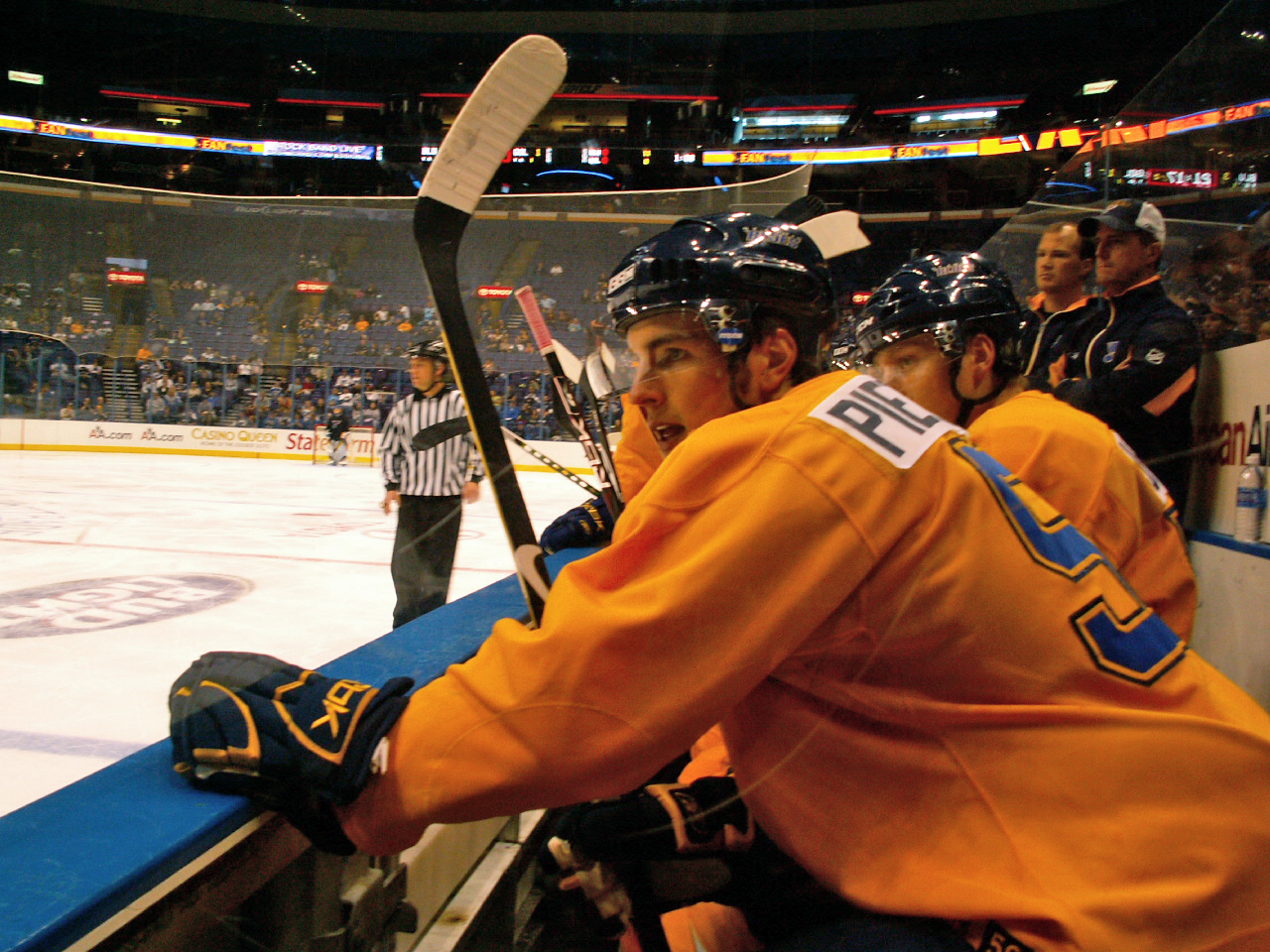
Le neveu de Frank, Alex Pietrangelo.

Frank Pietrangelo est marié avec Kim. Ensemble, ils ont une première fille le 21 juin 1990 nommée Paige puis une autre fille, Jessica, en 1993 et un garçon en 1995, Dillon. Paige joue au hockey féminin et en 2008-09, elle joue au sein de l'université de Robert Morris pour les Colonials.
Le neveu de Frank, Alex, est également un joueur de hockey professionnel, repêché en tant que premier choix par les Blues de Saint-Louis en 2008.

## Trophées et honneurs
- Golden Gophers du Minnesota
  - 1982-1983 — trophée Frank Pond en tant que recrue de l'année
- Western Collegiate Hockey Association
  - 1982 et 1986 — mention honorable[Note 2]
- Ligue nationale de hockey
  - 1991 — Coupe Stanley
- Ice Hockey Superleague
  - 1999
    - Champion avec Manchester Storm
    - Sélectionné dans la première équipe d'étoiles
    - Meilleur joueur de la saison

## Statistiques
| 1979-1980 | Canucks de Niagara Falls    | AHO B     | 12 |   |    |    |    |   | 452   | 40  | 0 | 5,31 |        |    |   |   |    |   |     |    |   |      |        |
| 1980-1981 | Chevies de Brampton         | OJHL      | 28 |   |    |    |    |   | 1 650 | 159 | 0 | 5,78 |        |    |   |   |    |   |     |    |   |      |        |
| 1981-1982 | Canucks de Niagara Falls    | AHO B     |    |   |    |    |    |   |       |     |   |      |        |    |   |   |    |   |     |    |   |      |        |
| 1982-1983 | Golden Gophers du Minnesota | WCHA      | 25 | 0 | 4  | 15 | 6  | 1 | 1 348 | 80  | 1 | 3,56 | 88,5 % |    |   |   |    |   |     |    |   |      |        |
| 1983-1984 | Golden Gophers du Minnesota | WCHA      | 20 | 2 | 0  | 13 | 7  | 0 | 1 141 | 66  | 0 | 3,47 |        |    |   |   |    |   |     |    |   |      |        |
| 1984-1985 | Golden Gophers du Minnesota | WCHA      | 17 | 0 | 0  | 8  | 3  | 3 | 912   | 52  | 0 | 3,42 |        |    |   |   |    |   |     |    |   |      |        |
| 1985-1986 | Golden Gophers du Minnesota | WCHA      | 23 | 1 | 0  | 15 | 7  | 0 | 1 284 | 76  | 0 | 3,55 |        |    |   |   |    |   |     |    |   |      |        |
| 1986-1987 | Lumberjacks de Muskegon     | LIH       | 35 | 4 | 2  | 23 | 11 | 0 | 2 090 | 119 | 2 | 3,42 |        | 15 | 0 | 2 | 10 | 4 | 926 | 46 | 0 | 2,99 | —      |
| 1987-1988 | Penguins de Pittsburgh      | LNH       | 21 | 2 | 2  | 9  | 11 | 0 | 1 207 | 80  | 1 | 3,98 | 86,6 % | —  | — | — | —  | — | —   | —  | — | —    | —      |
| 1987-1988 | Lumberjacks de Muskegon     | LIH       | 15 | 0 | 2  | 11 | 3  | 1 | 868   | 43  | 2 | 2,97 |        | 0  | 0 | 0 | 0  | 0 | 0   | 0  | 0 | 0    | 0 %    |
| 1988-1989 | Penguins de Pittsburgh      | LNH       | 15 | 0 | 2  | 5  | 3  | 0 | 669   | 45  | 0 | 4,04 | 89 %   | 0  | 0 | 0 | 0  | 0 | 0   | 0  | 0 | 0    | 0 %    |
| 1988-1989 | Lumberjacks de Muskegon     | LIH       | 13 | 1 | 2  | 10 | 1  | 0 | 760   | 38  | 1 | 3    |        | 9  | 0 | 6 | 8  | 1 | 566 | 29 | 0 | 3,07 |        |
| 1989-1990 | Penguins de Pittsburgh      | LNH       | 21 | 0 | 2  | 8  | 6  | 2 | 1 066 | 77  | 0 | 4,33 | 86,7 % | —  | — | — | —  | — | —   | —  | — | —    | —      |
| 1989-1990 | Lumberjacks de Muskegon     | LIH       | 12 | 0 | 6  | 9  | 2  | 1 | 691   | 38  | 0 | 3,3  |        | 0  | 0 | 0 | 0  | 0 | 0   | 0  | 0 | 0    | 0 %    |
| 1990-1991 | Penguins de Pittsburgh      | LNH       | 25 | 1 | 24 | 10 | 11 | 1 | 1 311 | 86  | 0 | 3,94 | 88 %   | 5  | 1 | 2 | 4  | 1 | 288 | 15 | 1 | 3,13 | 89,9 % |
| 1991-1992 | Penguins de Pittsburgh      | LNH       | 5  | 0 | 0  | 2  | 1  | 0 | 225   | 20  | 0 | 5,33 | 84,6 % | —  | — | — | —  | — | —   | —  | — | —    | —      |
| 1991-1992 | Whalers de Hartford         | LNH       | 5  | 0 | 0  | 3  | 1  | 1 | 306   | 12  | 0 | 2,35 | 92,3 % | 7  | 0 | 0 | 3  | 4 | 425 | 19 | 0 | 2,68 | 92,2 % |
| 1992-1993 | Whalers de Hartford         | LNH       | 30 | 0 | 4  | 4  | 15 | 1 | 1 373 | 111 | 0 | 4,85 | 85,8 % | —  | — | — | —  | — | —   | —  | — | —    | —      |
| 1993-1994 | Whalers de Hartford         | LNH       | 19 | 1 | 12 | 5  | 11 | 1 | 1 314 | 73  | 0 | 3,6  | 88,1 % | —  | — | — | —  | — | —   | —  | — | —    | —      |
| 1993-1994 | Indians de Springfield      | LAH       | 23 | 0 | 2  | 9  | 10 | 2 | 984   | 59  | 0 | 3,33 | 87,5 % | 6  | 1 | 2 | 2  | 4 | 324 | 23 | 0 | 4,26 |        |
| 1994-1995 | Moose du Minnesota          | LIH       | 15 | 0 | 6  | 3  | 8  | 1 | 756   | 52  | 0 | 4,12 | 87 %   | 0  | 0 | 0 | 0  | 0 | 0   | 0  | 0 | 0    | 0 %    |
| 1996-1997 | Hockey Club Bolzano         | Alpenliga | 39 | 0 | 0  |    |    |   | 2 340 | 145 | 0 | 3,73 | 87,4 % |    |   |   |    |   |     |    |   |      |        |
| 1997-1998 | ESV Kaufbeuren              | DEL       | 14 | 0 | 10 |    |    |   | 840   | 45  | 0 | 3,21 |        |    |   |   |    |   |     |    |   |      |        |
| 1997-1998 | AS Asiago Hockey            | Série A   | 32 | 1 | 0  |    |    |   |       |     |   | 3,16 | 89,4 % |    |   |   |    |   |     |    |   |      |        |
| 1998-1999 | Manchester Storm            | IHSL      | 63 | 2 | 30 |    |    |   | 3 796 | 136 | 6 | 2,14 | 93,1 % |    |   |   |    |   |     |    |   |      |        |
| 1998-1999 | Manchester Storm            | Coupe B&H |    |   |    |    |    |   |       |     |   |      | 91,6 % |    |   |   |    |   |     |    |   |      |        |
| 1998-1999 | Manchester Storm            | LEH       | 6  | 0 | 0  | 2  | 3  | 1 | 374   | 20  | 0 | 3,21 | 89,7 % |    |   |   |    |   |     |    |   |      |        |
| 1999-2000 | Manchester Storm            | Coupe B&H | 9  | 2 | 0  |    |    |   |       |     | 1 | 1,95 | 92,3 % |    |   |   |    |   |     |    |   |      |        |
| 1999-2000 | Manchester Storm            | IHSL      | 19 | 0 | 12 |    |    |   | 910   | 59  | 1 | 3,89 | 86,6 % |    |   |   |    |   |     |    |   |      |        |
| 1999-2000 | Manchester Storm            | LEH       | 5  | 0 | 0  | 0  | 5  | 0 | 252   | 15  | 0 | 3,58 | 89,7 % |    |   |   |    |   |     |    |   |      |        |
| 2000-2001 | Manchester Storm            | IHSL      | 9  | 1 | 2  |    |    |   | 393   | 25  | 0 | 3,82 | 89,5 % |    |   |   |    |   |     |    |   |      |        |
| 2000-2001 | Manchester Storm            | Coupe B&H | 7  | 0 | 2  |    |    |   |       |     |   | 4,12 | 86,1 % |    |   |   |    |   |     |    |   |      |        |